# Comuna Mîhailevîci, Sambir
Mîhailevîci (în ucraineană Михайлевичі) este o comună în raionul Sambir, regiunea Liov, Ucraina, formată din satele Mîhailevîci (reședința), Șeptîci și Vistovîci.

## Demografie
Componența lingvistică a comunei Mîhailevîci
     Ucraineană (99,82%)
     Alte limbi (0,12%)
Conform recensământului din 2001, majoritatea populației comunei Mîhailevîci era vorbitoare de ucraineană (99,82%), existând în minoritate și vorbitori de alte limbi.